# Turistická značená trasa 1854
 Turistická značená trasa 1854 je 10 km dlouhá modře značená trasa Klubu českých turistů v okresech Ústí nad Orlicí a Rychnov nad Kněžnou spojující podél Divoké Orlice Žamberk s Liticemi nad Orlicí. Její převažující směr je západní. Trasa střídavě prochází územím Přírodního parku Orlice.

## Průběh trasy
Turistická trasa 1854 začíná na náměstí v Žamberku, kde plynule navazuje na modře značenou trasu 1981 přicházející sem z Rokytnice v Orlických horách. Trasa v počáteční fázi sleduje silnici I/11 a vede kolem městského muzea a údajného rodného domku Václava Prokopa Diviše do Helvíkovic. Zde se odklání jihozápadním směrem, přechází řeku Divokou Orlici a přichází do osady Popluží. V Popluží po překonání železniční trati Týniště nad Orlicí - Letohrad nachází rozcestí se žlutě značenou trasou 7265 směr Potštejn. Trasa 1854 pokračuje souběžně se železniční tratí a řekou k železniční zastávce v Bohousové, kde se nachází rozcestí se zeleně značenou trasou 4236 vedoucí na hřbet Chlumu, a dále k rozcestí u nádraží v Liticích nad Orlicí, kde v nadmořské výšce 379 metrů končí. V závěru vede v krátkém souběhu s červeně značenou cestou Jiřího Stanislava Gutha-Jarkovského číslo 0419 Letohrad - Potštejn. Navázat se dá i na zeleně značenou trasu 4237 do Vamberka.

## Historie
Mezi Žamberkem a dvorem Popluží vedla trasa jižněji ulicí Ke Střelnici, dále přes pole kolem letiště k železniční trati a odtud severozápadním směrem ke dvoru.

## Turistické zajímavosti na trase
- Kostel svatého Václava v Žamberku
- Památný buk u kostela v Žamberku
- Minipivovar Žamberk
- Městské muzeum Žamberk
- Židovský hřbitov v Žamberku
- Mariánský sloup v Žamberku
- Rodný dům Prokopa Diviše v Helvíkovicích
- Kaple svatého Antonína v Helvíkovicích
- Hrad Litice